# Glup's (magasins)
Pour les articles homonymes, voir Glup's.
Glup's est une chaîne commerciale sous franchise de plus d'une cinquantaine de magasins répartis dans toute la France. Glup's est spécialisée dans la vente de bonbons. On trouve des magasins à Strasbourg, Lille, Le Havre, Paris, Lorient, Toulouse, Nice, Lyon, Angers, Chartres...